# Аттіла Бернат
Аттіла Бернат (угор. Attila Bernáth; 4 лютого 2000) — угорський боксер, призер чемпіонату Європи.

## Аматорська кар'єра
На Європейських іграх 2019 програв у першому бою Космину Гірляну (Румунія).
На чемпіонаті світу 2021 програв у другому бою Ахтему Закірову (Росія).
На чемпіонаті Європи 2022 програв у першому бою Мартіну Моліна (Іспанія).
На Європейських іграх 2023 переміг двох суперників, а у чвертьфіналі програв Федеріко Серра (Італія).
На чемпіонаті Європи 2024 став срібним призером.
- У чвертьфіналі переміг Василя Єгорова (Росія) — 4-3
- У півфіналі переміг Рафаель Лосано Серрано (Іспанія) — 4-1
- У фіналі програв Самету Гумуш (Туреччина) — 1-4